# لال كاند يملال جات
لال كاند يملال جات بالبنجابية (ਲਾਲ ਚੰਦ ਯਮਲਾ ਜੱਟ)هو مغني شعبي من البنجاب (الباكستان والهند) كان يستخدم في عزفه بشكل أساسي آلة (التمبي) وهي آلة موسيقية قديمة من شمال الهند . كما كان يرتدي (التوربان) وهو غطاء الرأس عندما كان يغني .
وأصبح من أكثر المغنيين شهرة في الموسيقى البنجابية وكما يزعم أنه وضع حجر الأساس للأغاني المعاصرة في شرق البنجاب.

## السيرة الذاتية
ولد لال كاند في فيصل آباد في الباكستان ثاني أكبر مدينة في شرق البنجاب في 28/3/1914
ثم ذهب إلى الهند عام 1947
تدرب على الغناء بواسطة شودري أبدول ماجد وبانديت ديال وكتاباته الموسيقية شُحذت بواسطة سندر داس عاصي البنجابي
تزوج من رام راكي عام 1930 ولديهما ابنتان وخمسة أولاد

## المهنة
من أشهر الاغاني له : داس مان كاي باير وتشون كاتي، ستاجر نانك، وسكاي دابوتل .
كما أنه سجل لحن ثنائي مع( موهند يرجت كور سكن ) الذي بصفته مسجل ألحان في جميع أنحاء الهند .

## الجوائز
```
منح 
ميدالية ذهبية
 بواسطة 
 وزير الهند
 
جواهر لال نهرو
 عام 
1956
 وأيضاً منح جائزة عام 1989 من قبل الأكاديمية العالمية للرقص والموسيقى في الهند. 
```

كما ويمكننا القول بأن نشاطاته كانت بالفترة (1952-1991)
توفي في 20/12/1991